# AEL Limassol
AEL Limassol är en grekcypriotisk idrottsklubb från orten Limassol på Cypern, grundad 1930.

## Fotboll
Klubben spelar i den cypriotiska förstadivisionen.

### Meriter
- Cypriotiska mästare 1941, 1953, 1955, 1956, 1968, 2012
- Cypriotiska cupen 1939, 1940, 1948, 1985, 1987, 1989
- Cypriotiska supercupen 1953, 1968, 1985

### Placering tidigare säsonger
| Säsong  | Nivå | Liga           | Placering | Referens | Notering |
| ------- | ---- | -------------- | --------- | -------- | -------- |
| 2008/09 | 1    | First Division | 4         | [ 1 ]    |          |
| 2009/10 | 1    | First Division | 5         | [ 2 ]    |          |
| 2010/11 | 1    | First Division | 7         | [ 3 ]    |          |
| 2011/12 | 1    | First Division | 1         | [ 4 ]    |          |
| 2012/13 | 1    | First Division | 5         | [ 5 ]    |          |
| 2013/14 | 1    | First Division | 2         | [ 6 ]    |          |
| 2014/15 | 1    | First Division | 8         | [ 7 ]    |          |
| 2015/16 | 1    | First Division | 7         | [ 8 ]    |          |
| 2016/17 | 1    | First Division | 4         | [ 9 ]    |          |
| 2017/18 | 1    | First Division | 5         | [ 10 ]   |          |
| 2018/19 | 1    | First Division | 4         | [ 11 ]   |          |
| 2019/20 | 1    | First Division | p.        | [ 12 ]   | pandemin |
| 2020/21 | 1    | First Division | 3         | [ 13 ]   |          |
| 2021/22 | 1    | First Division | 8         | [ 14 ]   |          |
| 2022/23 | 1    | First Division | 9         | [ 15 ]   |          |

## Volleyboll
Klubbens damvolleybollsektion grundades 1976. De har haft en mycket dominerande ställning på Cypern. De har vunnit 30 cypriotiska mästerskap och har vunnit cypriotiska cupen 28 gånger. Sedan 2005 har dess ställning dock försvagats, då de bara vunnit mästerskapet fyra gånger sedan dess (mellan 1976 och 2005 var säsongerna 1991-1992 och 2001-2002 och 2003-2004 de enda gångerna de inte vann mästerskapet).